# Prémios Culturais do Estado Estoniano
Os Prémios Culturais do Estado Estoniano (em estoniano:  Eesti Vabariigi kultuuripreemiad) são prémios culturais do Estado da Estónia, designados por realizações criativas de destaque no campo da cultura. Os prémios são dados a pessoas.
Todos os anos, os prémios são designados a:
- "três prémios por actividade criativa excepcional de longo prazo";
- “cinco prémios para trabalhos de destaque que alcançaram o público no ano civil anterior”.[1]

O valor dos prémios é determinado no orçamento do estado.
Os prémios são entregues no aniversário da República da Estónia (24 de fevereiro).